# جوسوئه کاردوچی
جوسوئه آلساندرو حوزپه کاردوچی (به ایتالیایی: Giosuè Alessandro Giuseppe Carducci) ‏ (زاده ۲۷ ژوئیه ۱۸۳۵ – درگذشته ۱۶ فوریه ۱۹۰۷) شاعر ایتالیایی و برنده جایزه نوبل ادبیات بود.
پس از دریافت درجه دکتری مدتی استاد دانشگاه بود.
آثار زیادی به شعر و نثر دارد. ترجمه‌های خوبی از شعرهای گوته و هاینه به ایتالیایی دارد.
مدتی به سناتوری در سنای ایتالیا انتخاب شد.
در ۱۹۰۶ برنده جایزه نوبل ادبیات شد.

## نمونه اشعار
زائری مقابل سنت جاست IL PELLEGRINO DAVANTI A SANT JUS

شب است

و طوفان زوزه می‌کشد

بیشتر و بیشتر

باد می‌پیچد

برادران اسپانیایی

کارلوی پنجم سخن می‌گوید

باز کنید برایم

درهای صومعه را

اجازه دهید تا نیایش صبحگاهی را به‌جای آورم

به من بدهید

آنچه که می‌توانید

بدهید/ تابوتی/ و ردایی/ بدهید

اتاقی/ و تبرکی

به کسی که صاحب نیمی از جهان بوده

سری تراشیده/ آماده ملاقات با تاج است

اما نه

تعظیم سقوط امپراتوری است

مرده‌ای را می‌ماند

اما در گورستان نیست

و من سقوط می‌کنم

چون یک امپراتوری قدیمی

خیالی

صدای نرم تو

تسلیم می‌کند

صحبت‌های تو

روح را رها می‌کند

روی امواج نوازشگر

دور می‌شود

حرکت می‌کند

به سمت گرمی آفتاب

در غروب می‌خندد

به گستره آبی نیلگون

بین آسمان و دریا

چون پرنده‌های در حال پرواز

که بر فراز جزایر سرسبز بال می‌کشند

معابدی

روی قله‌های بلند

به مرمرهای جزیره چشمک می‌زنند

نه آفتاب گلکون

درختان سرو

در ساحل ایستاده اند

و بوته‌های ضخیم «مورد»

از خودشان

بوی خوشی ساطع می‌کنند

که تا دوردست ها

روی نسیم پخش شده

ملوانان دریایی با صدایی آرام می خوانند

در حالی که به سمت بندر حرکت می‌کنند

پس‌ بزن

این بوم‌های قرمز رنگ پریده را

دوشیزگان می‌آیند

سرازیر می‌شوند

به آکروپلیس

در صفوف طولانی

با لباس‌های یونانی

-‌ بلند

زیبا و کارشده 

تاج‌هایی از گل روی سر دارند

شاخه‌هایی از برگ بو در دست

آواز می‌خوانند

به نشانه پیروزی میهن

و دست تکان می‌دهند

روی زمین مردی

این سو و آن سو می‌پرد

بی سلاحی

شاید که آلچئو است

برگشته از جنگی

همراه با دوشیزگانِ زادگاه سوفو

## گزیده آثار
- Rime, San Miniato, 1857.
- Levia Gravia, 1868.
- Poesie, Firenze, Barbera, 1871.
- Primavere elleniche, 1872.
- Nuove poesie, 1873.
- Odi barbare, 1877.
- Juvenilia, 1880.
- Levia Gravia, 1881.
- Giambi ed Epodi, 1882.
- Nuove odi barbare, 1882.
- Rime nuove, 1887.
- Terze odi barbare, 1889.
- Delle Odi barbare. Libri II ordinati e corretti, 1893.
- Rime e ritmi, 1899.
- Poesie. MDCCCL-MCM, 1901.